# Francis Vermaelen
Francis Vermaelen (Lovaina, 5 d'agost de 1960) va ser un ciclista belga, professional del 1983 al 1985. Com a amateur va guanyar una medalla de plata al Campionat del món de ruta de 1982 per darrere de l'alemany de l'est Bernd Drogan.

## Palmarès
- 1982
  -  Campió de Bèlgica amateur en ruta
  - 1r al Gran Premi Victor Bodson
- 1983
  - Vencedor d'una etapa a la Volta de les Tres Províncies